# Guerra Anglo–Zanzibari
A Guerra Anglo–Zanzibari foi um conflito militar travado entre Reino Unido e o Sultanato de Zanzibar em 27 de agosto de 1896, que durou aproximadamente quarenta minutos, e é a guerra mais curta na história. Sua causa imediata foi a morte do sultão pró-britânico Hamad bin Thuwaini em 25 de agosto de 1896 e a subsequente sucessão do sultão Khalid bin Barghash. As autoridades britânicas preferiam Hamud bin Muhammed, mais favorável a eles, como governante. Em conformidade com um tratado assinado em 1886, uma condição para a ascensão ao sultanato era que o candidato tivesse a permissão do cônsul britânico, e Khalid não havia cumprido esse requisito. Os britânicos consideraram este um casus belli e enviaram um ultimato para Khalid exigindo que ele ordenasse suas tropas a deixar o palácio. Em resposta, Barghash mobilizou sua guarda palaciana e montou uma barricada dentro da morada.
O ultimato expirou às 9h (fuso horário local) em 27 de agosto, altura em que os britânicos tinham reunidos três cruzadores, dois navios de guerra, 150 fuzileiros navais e marinheiros e 900 zanzibaris na área portuária. O contingente da Marinha Britânica esteve sob o comando do contra-almirante Harry Rawson, enquanto seus zanzibaris foram comandados pelo general-de-brigada Lloyd Mathews do exército nacional. Do outro lado, cerca de 2 800 zanzibaris defenderam o palácio; a maior parte recrutados da população civil, embora estivessem inclusas também a guarda do palácio do sultão e várias centenas de seus funcionários e escravos. Os defensores possuíam várias peças de artilharia e metralhadoras que foram postas em frente ao palácio, à vista dos navios britânicos. Um bombardeio, que foi iniciado às 9h 2min, ateou fogo ao palácio e neutralizou a artilharia de defesa. Uma pequena ação naval teve lugar com os britânicos afundando um iate real zanzibari e dois barcos menores, e alguns tiros foram disparados ineficazmente contra as tropas zanzibaris pró-britânicas à medida que estes se aproximavam do confronto direto. A bandeira do palácio foi abatida e o fogo cessou às 9h 40min.
As forças do sultão totalizaram aproximadamente quinhentas baixas, enquanto apenas um marinheiro britânico foi ferido. Khalid recebeu asilo no consulado alemão antes de escapar para Tanganica. Os britânicos rapidamente colocaram Hamud no poder à frente de um governo fantoche. A guerra marcou o fim de Zanzibar como um estado soberano e o início de um período de forte influência britânica.

## Origens

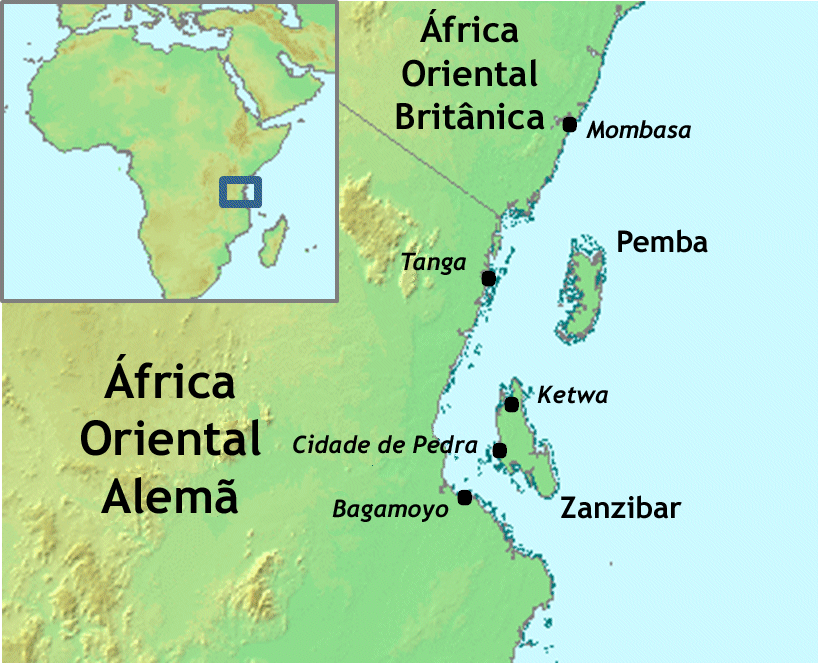
Zanzibar e o continente africano

Zanzibar era um país insular no oceano Índico, próximo à costa de Tanganica; atualmente faz parte da Tanzânia. A ilha havia permanecido sob o controle nominal dos sultões de Omã desde 1698, quando estes expulsaram os colonos portugueses, que alegaram posse em 1499. O sultão Majid bin Said declarou a ilha independente de Omã em 1858, o que foi reconhecido pelo Reino Unido, e dividiu, na ocasião, o sultanato. Os sultões subsequentes estabeleceram sua capital e sede de governo na Cidade de Zanzibar, onde um complexo palaciano foi construído em frente ao mar, que consistia do palácio em si, um harém em anexo (Beit al-Hukm) e um palácio cerimonial conhecido como "Casa das Maravilhas" (Beit al-Hajaib). Este complexo foi, em sua maioria, construído a partir da madeira local e não projetado com uma estrutura de defesa.
O Reino Unido havia tido um longo período de interação com a nação e reconhecido a soberania da ilha e seu sultanato em 1886. Como resultado, os britânicos, em sua maioria, mantiveram relações cordiais com o país e seus governantes. Entretanto, a Alemanha também estava interessada na África Oriental e as duas potências competiram pelo controle dos direitos de comércio e território na área, no decorrer do século XIX. Assim, o sultão Khalifah garantiu o direito das terras do Quênia para os britânicos e o de Tanganica para os alemães, em um processo que resultou na proibição da escravidão nestas terras. Muitas das classes árabes dominantes preocuparam-se pela interrupção deste comércio valioso, o que resultou em certa instabilidade. Além disso, as autoridades alemãs em Tanganica recusaram-se a hastear a bandeira do Sultanato de Zanzibar, o que levou a confrontos armados entre as tropas alemãs e a população local. Um destes conflitos em Tanga tirou a vida de 20 árabes.
Khalifah enviou tropas zanzibaris, lideradas pelo general Lloyd Mathews, um antigo tenente da Marinha Britânica, para restaurar a ordem naquele território. A operação foi bem-sucedida, mas um sentimento antialemão entre o povo zanzibari manteve-se forte. Conflitos adicionais eclodiram em Bagamoyo, onde 150 nativos foram mortos pelas forças militares alemãs, e em Ketwa, onde funcionários alemães e seus criados foram assassinados. O sultão, então, concedeu extensos direitos de comércio para a Companhia Imperial Britânica da África Oriental que, com assistência alemã, executou um bloqueio naval para travar o contínuo comércio interno de escravos. Seguindo a morte de Khalifah em 1890, Ali bin Said ascendeu ao governo, proibiu o comércio interno de escravos (porém não a propriedade de escravos), declarou Zanzibar um protetorado britânico e nomeou um primeiro-ministro britânico para conduzir o seu gabinete. Ao Reino Unido ainda fora garantido o direito de veto sobre a futura nomeação de sultões.
O ano de ascensão de Ali também viu a assinatura do Tratado de Helgoland-Zanzibar entre o Reino Unido e a Alemanha. Este tratado demarcou oficialmente as esferas de interesse na África Oriental e cedeu os direitos da Alemanha em Zanzibar ao Reino Unido. Isto garantiu ao governo britânico mais influência em Zanzibar, a qual planejava utilizar para erradicar a escravatura local, um objetivo que tinham desde 1804.
O sucessor de Ali foi Hamad bin Thuwaini, que se tornou sultão em 1893. Hamad manteve uma estreita relação com os britânicos, mas houve dissidências entre seus assuntos sobre o crescente controle britânico do país, o exército liderado pelo Reino Unido e a abolição do valioso comércio de escravos. A fim de controlar esta divergência, as autoridades britânicas autorizaram o sultão a erguer uma guarda de palácio zanzibari de mil homens, mas estas envolveram-se rapidamente em confrontos com a polícia liderada pelos britânicos. Reclamações quanto as atividades dos guardas também foram recebidas dos europeus residentes na Cidade de Zanzibar.

## 25 de agosto

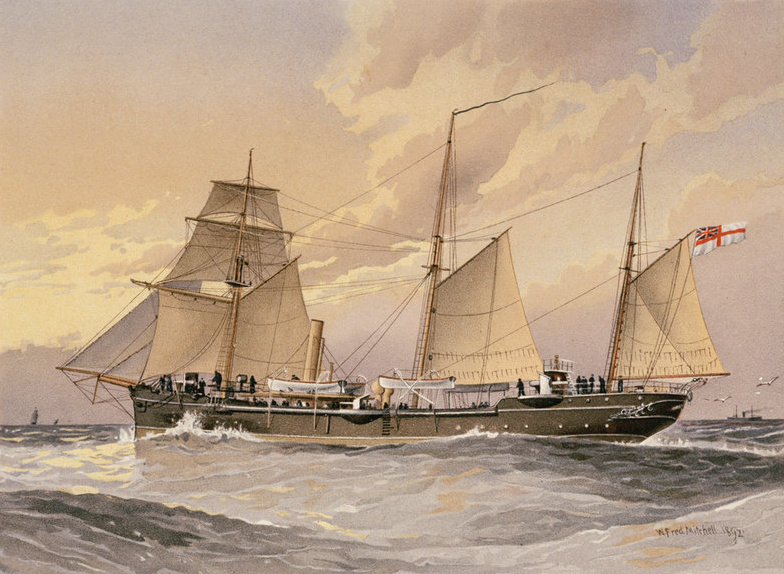
HMS Thrush por William Frederick Mitchell, 1890.

O sultão Hamad faleceu subitamente às 11h 40min (fuso horário da África Oriental) em 25 de agosto de 1896. Seu sobrinho de 29 anos de idade, Khalid bin Barghash, suspeito por alguns de seu assassinato, mudou-se para o complexo do palácio na Cidade de Zanzibar sem aprovação britânica, em violação ao tratado acordado com Ali. O governo britânico preferiu um candidato alternativo, Hamud bin Muhammed, que era mais favorável e disposto em relação a eles. Khalid foi alertado pelo cônsul e agente diplomático, Basil Cave, e pelo general Mathews a pensar cuidadosamente sobre suas ações. Esta manobra provou ser bem-sucedida três anos antes, quando Khalid tentou reivindicar o sultanato após a morte de Ali e o cônsul-geral britânico, Rennell Rodds, o persuadiu sobre os perigos de tal ação.
Khalid ignorou o aviso de Cave e as suas tropas começaram a juntar-se na Praça de Palácio sob o comando do capitão Saleh, da guarda palaciana. No final do dia, somavam-se 2800 homens armados com rifles e mosquetes. A maioria era civil, mas a força incluía 700 askaris zanzibari, que ficaram ao lado de Khalid. A artilharia do sultão, composta por várias metralhadoras Maxim e uma Gatling, um canhão de bronze do século XVII e doze peças de artilharia de campo, foi apontada para os navios britânicos no porto. Essas doze peças haviam sido presenteadas ao sultão por Guilherme II, o imperador alemão. As tropas do sultão também tomaram posse da marinha zanzibari, que consistia de uma corveta de madeira, o HHS Glasgow, construído como um iate real para o sultão em 1878, baseado na fragata britânica HMS Glasgow.
Mathews e Cave também começaram a reunir suas forças, já comandando novecentos askaris zanzibaris sob o comando do tenente Arthur Edward Harington Raikes do Regimento Wiltshire, que havia sido transferido para o exército de Zanzibar e tinha a patente militar de brigadeiro-general. Marinheiros e fuzileiros navais, que somavam 150, foram desembarcados do cruzador protegido de classe Pearl HMS Philomel e da canhoneira HMS Thrush, ancoradas no porto. O contingente naval, sob o comando do capitão O'Callaghan, chegou a costa quinze minutos após ter sido requisitado para lidar com qualquer confusão causada pela população. Um contingente menor de marinheiros, sob o comando do tenente Watson do Thrush, chegou à terra para proteger o consulado britânico, onde os cidadãos britânicos foram chamados a se reunirem para proteção. HMS Sparrow, outra canhoneira, entrou no porto e foi ancorado do lado oposto ao palácio, junto ao Thrush.
Algumas preocupações foram manifestadas entre os diplomatas britânicos quanto à fiabilidade dos askaris de Raikes, mas estes provaram serem tropas estáveis e profissionais endurecidas por boa conduta militar e diversas expedições à África Oriental. Eles seriam mais tarde as únicas tropas em terra a receberem fogo pelos defensores. As tropas de Raikes foram armadas com duas armas Maxim e um canhão de nove polegadas, e foram posicionadas próximas ao posto de alfândega. O sultão tentou fazer com que cônsul estadunidense, Richard Dorsey Mohun, reconhecesse a sua ascensão, mas ao mensageiro foi dito que "como a ascensão dele não foi ratificada pelo governo de Sua Majestade, é impossível responder".
Cave continuou a enviar mensagens para Khalid solicitando que ordenasse as suas tropas a se renderem, deixassem o palácio e retornassem para casa, mas estas foram ignoradas e Khalid respondeu que se autoproclamaria sultão às 15h. Cave informou que isso constituiria um ato de rebelião e que o sultanato de Khalid não seria reconhecido pelo governo britânico. Às 14h 30min, o sultão Hamad foi enterrado e exatamente trinta minutos mais tarde uma saudação real das armas do palácio proclamou a sucessão de Khalid. Cave não podia abrir fogo sem aprovação governamental e telegrafou a seguinte mensagem à administração do Ministério dos Negócios Estrangeiros do Marquês de Salisbury em Londres: "será autorizada, no caso de todas as tentativas de uma solução pacífica provarem-se inúteis, abrir fogo sobre o palácio?"  Enquanto isso, Cave informou a todos os outros cônsules estrangeiros que todas as bandeiras deveriam permanecer hasteadas a meio mastro em memória a Hamad. A única que não o fez foi a grande bandeira vermelha hasteada no palácio de Khalid. Cave também informou aos cônsules que não reconhecessem Khalid como sultão e todos concordaram.

## 26 de agosto

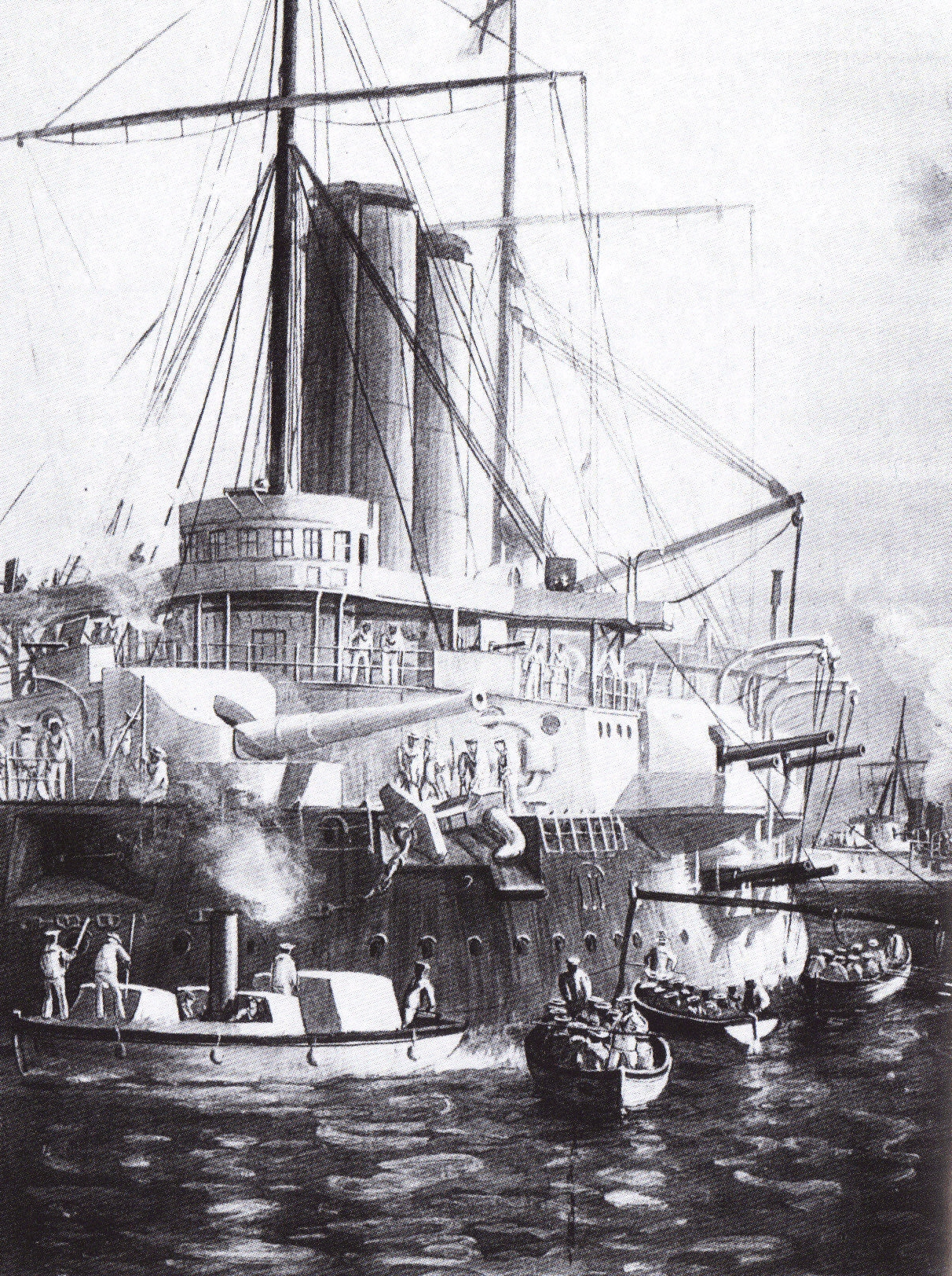
HMS St George e HMS Philomel no porto

Às 10h de 26 de agosto, o cruzador HMS Racoon chegou à Cidade de Zanzibar e ancorou em linha com o Thrush e o Sparrow. Às 14h, o cruzador protegido HMS St George, navio-almirante da Estação do Cabo e África Oriental, atracou no porto. A bordo estava o contra-almirante Harry Rawson, acompanhado por alguns fuzileiros e marinheiros britânicos. Quase ao mesmo tempo, chegou a resposta do Marquês de Salisbury autorizando Cave e Rawson a utilizar os recursos à sua disposição para remover Khalid do poder. O telegrama dizia: "Vocês estão autorizados a adotar quaisquer medidas que considerarem necessárias e serão apoiados em suas ações pelo governo de Sua Majestade. Não tentem, no entanto, tomar quaisquer medidas que não estejam certos que serão capazes de realizar com êxito."
Cave tentou negociar novamente com Khalid, porém sem sucesso, e Rawson enviou um ultimato exigindo-lhe baixar a bandeira e deixar o palácio até 9h de 27 de agosto ou ele abriria fogo. Durante a tarde, como medida de segurança, todos os navios mercantes foram retirados do porto e mulheres e crianças britânicas foram levadas para o St George e para um navio da Companhia de Navegação a Vapor Anglo–Indiana. Nessa noite, o cônsul Mohun notou que "o silêncio que caiu sobre Zanzibar era aterrador. Normalmente tambores rufavam ou bebês choravam, mas nessa noite não havia absolutamente nenhum som".

## 27 de agosto

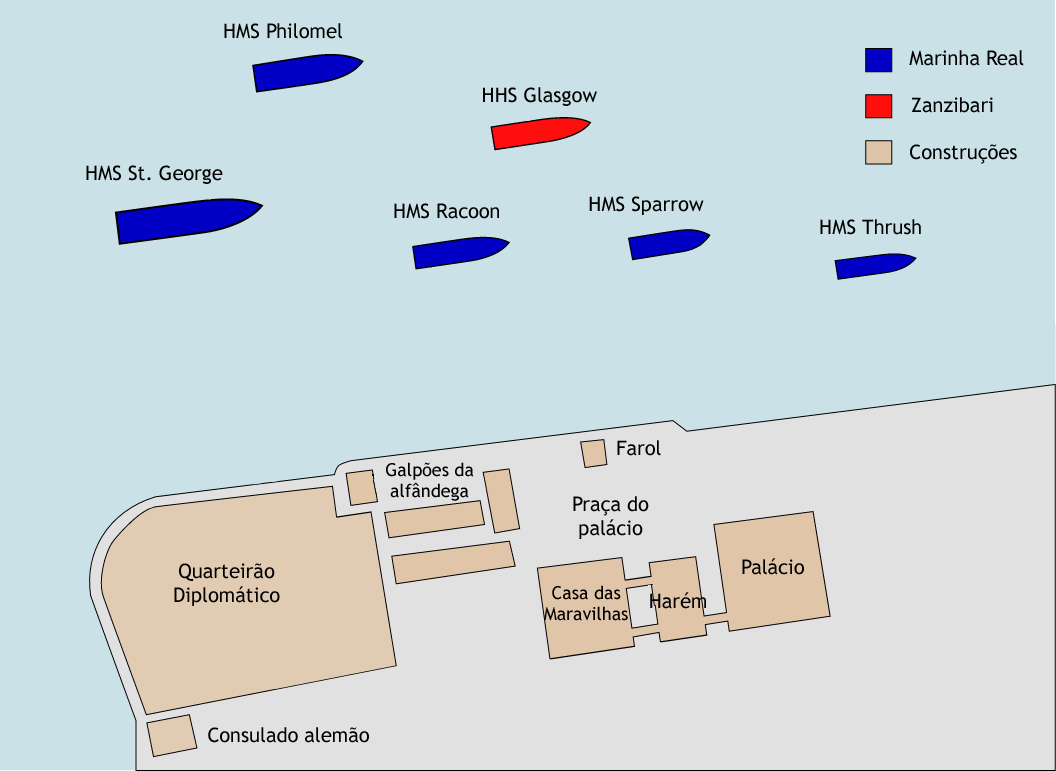
Disposição das forças navais às 9h.

Às 8h da manhã de 27 de agosto, após um mensageiro enviado por Khalid ter solicitado uma conferência com Cave, o cônsul respondeu que ele só seria poupado se concordasse com os termos do ultimato. Às 8h 30min outro mensageiro de Khalid declarou que "Nós não temos nenhuma intenção de retirar nossa bandeira e não acreditamos que você abrirá fogo sobre nós"; Cave respondeu que "Nós não queremos abrir fogo, mas a não ser que você faça o que lhe foi dito, certamente o faremos". Às 8h 55min, não tendo recebido nenhuma palavra a mais do palácio, a bordo do St George, Rawson içou o sinal "preparar para ação".
Exatamente às 9h, o general Lloyd Mathews ordenou que os navios britânicos iniciassem o bombardeamento. Às 9h 2min os navios de Sua Majestade Racoon, Thrush e Sparrow abriram fogo contra o palácio simultaneamente, com o primeiro tiro do Thrush desmontando, de imediato, um canhão árabe de doze polegadas. Defensores, serviçais e escravos, totalizando 3000 homens, estavam presentes no palácio e, mesmo com barricadas de grades, fardos e borracha, houve muitas baixas devido aos projéteis altamente explosivos. Apesar de relatórios iniciais de que ele havia sido capturado e que seria exilado para a Índia, o sultão Khalid escapou. Um correspondente da Reuters relatou que o sultão havia "fugido ao primeiro tiro com todos os líderes árabes, que deixaram seus escravos e seguidores para continuar a luta". Porém, outras fontes afirmam que ele permaneceu no palácio por mais tempo. O bombardeio cessou por volta de 9h 40min, no momento em que o palácio e o harém anexo haviam incendiado, a artilharia inimiga havia sido silenciada e a bandeira do sultão derrubada.
Durante o bombardeio um pequeno engajamento naval ocorreu quando, às 9h 5min, o obsoleto Glasgow abriu fogo contra o St George usando seu armamento de sete armas de nove polegadas e uma metralhadora Gatling que havia sido um presente da Rainha Vitória para o sultão. O contra-ataque causou o afundamento do Glasgow, ainda que o porto raso deixassem seus mastros a mostra. A tripulação do Glasgow içou uma bandeira britânica como um sinal de sua rendição e todos foram resgatados por marinheiros britânicos em lanchas. Thrush também afundou duas lanchas a vapor cuja tripulação zanzibari atirou nele com rifles. Algumas lutas em terra ocorreram quando homens de Khalid dispararam contra askaris de Raikes, com pouco efeito, à medida que eles se aproximavam do palácio. A luta cessou com o fim do bombardeamento. Os britânicos controlaram a cidade e o palácio, e pela tarde Hamud bin Muhammed, um árabe favorável aos britânicos, fora instalado como sultão com poderes muito reduzidos. Os navios e tripulações britânicas haviam disparado cerca de quinhentas bombas, 4 100 cartuchos de metralhadora e mil cartuchos de rifle durante o engajamento.

## Resultado

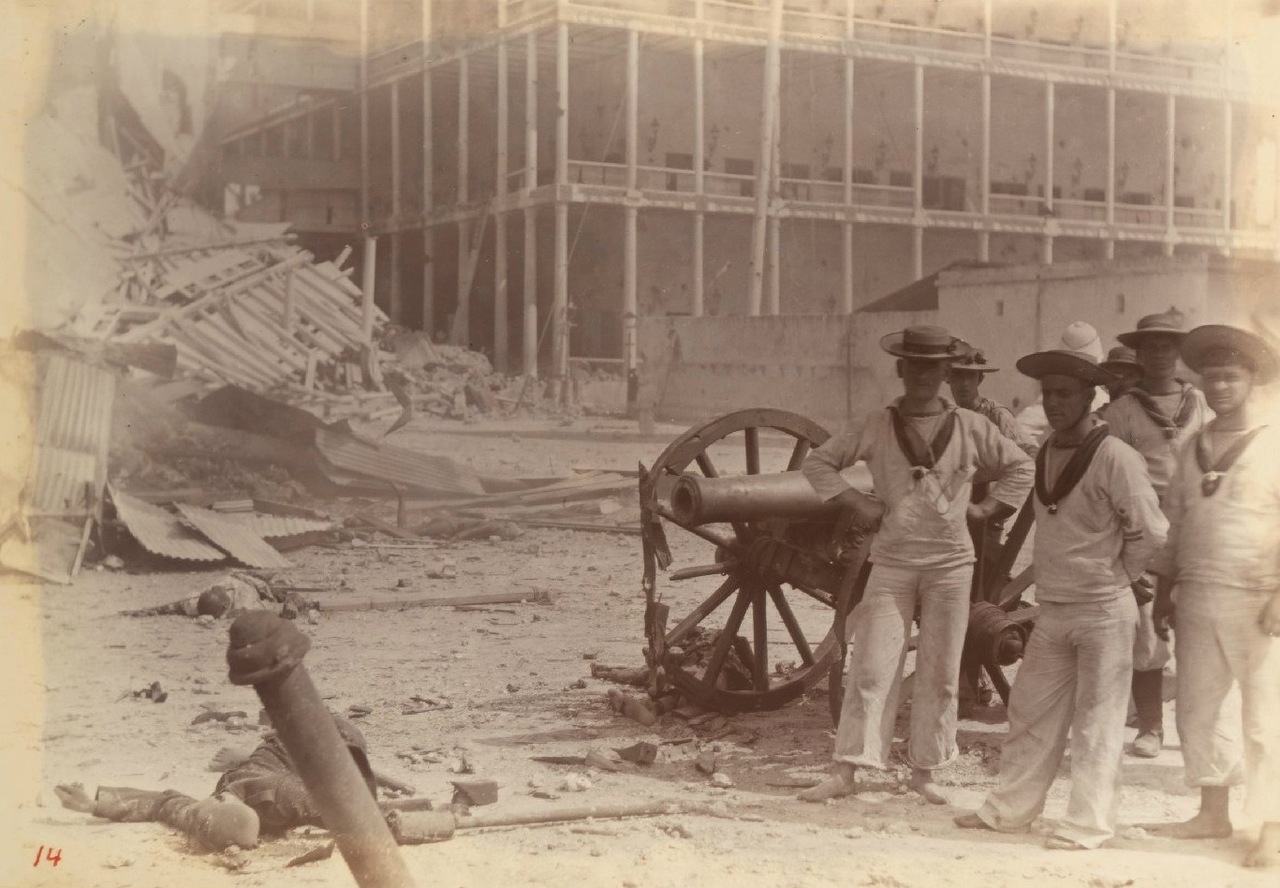
Marinheiros britânicos posam com um canhão capturado.

Aproximadamente quinhentos homens e mulheres zanzibari foram mortos ou feridos durante o bombardeio, sendo a maioria das mortes advindas do fogo que tomou conta do palácio. É desconhecido, dentre o total de fatalidades, o número de combatentes, mas é dito que os operadores de armas de Khalid foram "dizimados". Casualidades britânicas foram contabilizadas em um sargento gravemente ferido a bordo do Thrush, que posteriormente recuperou-se. Embora a maioria da população da cidade zanzibari tivesse ficado do lado dos britânicos, a parte indiana sofreu com saqueamentos oportunistas e cerca de vinte habitantes perderam suas vidas em meio ao caos. Para restaurar a ordem, 150 tropas britânicas Sikh foram transferidas de Mombasa para patrulhar as ruas. Marinheiros do St George e do Philomel desembarcaram para formar uma brigada de incêndio e conter o incêndio, que havia se espalhado do palácio para as cabanas próximas. Houve certa preocupação quanto ao fogo nos galpões da alfândega, uma vez que estes continham um estoque considerável de explosivos. Todavia, nenhuma ocorreu.
O sultão Khalid, o capitão Saleh e cerca de quarenta seguidores se refugiaram no consulado alemão seguindo sua fuga do palácio, onde foram protegidos por dez marinheiros e fuzileiros alemães armados, enquanto Mathews posicionou homens ao redor do consulado para prendê-los caso tentassem fugir. Apesar de pedidos de extradição, o cônsul alemão se recusou a entregar Khalid aos britânicos, uma vez que o tratado de extradição de seu país com o Reino Unido especificamente excluía prisioneiros políticos. Em vez disso, o cônsul alemão prometeu remover Khalid para a África Oriental Alemã, a fim de evitar que ele "colocasse os pés em solo de Zanzibar". Às 10h de 2 de outubro, o SMS Seeadler da Marinha Imperial Alemã chegou ao porto. Na maré alta, um dos botes do Seeadler chegou até o portão do jardim do consulado e Khalid pisou diretamente em um navio de guerra alemão, ficando, portanto, livre de prisão. Após, foi transferido do bote para o Seeadler e levado para Dar es Salaam na África Oriental Alemã. Khalid foi capturado pelas forças britânicas em 1916, durante a Campanha da África Oriental da Primeira Guerra Mundial, e exilado para Seychelles e Santa Helena (território) antes de seu retorno à África Oriental ser permitido, onde morreu em Mombasa em 1927. Os apoiadores de Khalid foram punidos ao serem forçados a pagar reparações para cobrir o custo da munição atirada contra eles e pelos danos causados pelos saques, os quais totalizaram 300 000 rúpias.
O sultão Hamud era leal aos britânicos e atuou como um testa de ferro para um governo essencialmente britânico, sendo o Sultanato mantido somente para evitar os custos que envolveriam administrar Zanzibar diretamente como uma colônia da coroa. Vários meses após a guerra, Hamud, com o apoio britânico, aboliu a escravatura em todas as suas formas. A emancipação de escravos requeria que se apresentassem ao gabinete de governo, o que provou ser um processo lento — em dez anos apenas 17 293 escravos foram libertados, para uma população estimada em 60 000 no ano de 1891.

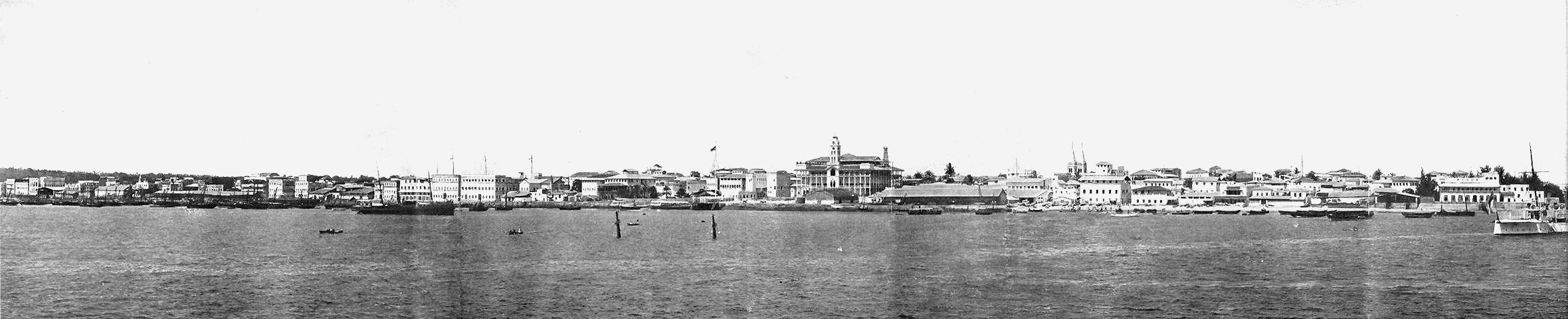
Os mastros do navio afundado HHS Glasgow podem ser vistos nesta foto panorâmica do porto da cidade de Zanzibar tirada em 1902, na direção leste. O palácio cerimonial é o edifício branco com uma torre e muitas sacadas no meio da fotografia, o harém e o palácio ficavam à esquerda. Os prédios do consulado estão à direita.

O complexo do palácio foi danificado severamente e completamente alterado pela guerra. O harém, o farol e o palácio foram demolidos uma vez que os bombardeios comprometeram sua estrutura. O local tornou-se uma área de jardins, enquanto um novo palácio foi erguido no local do harém. O palácio cerimonial quase não foi danificado e se tornaria mais tarde a sede do secretariado das autoridades do governo britânico. Durante os trabalhos de restauração do palácio cerimonial em 1897, uma torre de relógio foi construída em frente ao prédio para substituir o farol destruído no bombardeio. Os restos do Glasgow permaneceram no porto em frente ao palácio, onde as águas rasas garantiam que os mastros permaneceriam visíveis por muitos anos, até que estes foram sucateados em 1912.
Os protagonistas britânicos foram amplamente beneficiados pelos governos em Londres e Zanzibar, por suas ações antes e durante a guerra, e muitos deles foram recompensados com indicações e condecorações. O general Raikes, líder dos askaris, foi condecorado com a primeira classe da Ordem da Estrela Brilhante de Zanzibar em 24 de setembro de 1896, membro de primeira classe da Ordem Zanzibari de Hamondieh em 25 de agosto de 1897 e posteriormente promovido a comandante do exército zanzibari. O general Mathews, comandante do exército de Zanzibar, foi condecorado como membro da Grande Ordem de Hamondieh em 25 de agosto de 1897 e se tornou Primeiro Ministro e Tesoureiro do governo Zanzibari. Basil Cave, o cônsul, foi condecorado com a Ordem do Banho em 1 de janeiro de 1897 e promovido a cônsul geral em 9 de julho de 1903. Harry Rawson foi condecorado com a Ordem do Banho por seu trabalho em Zanzibar, mais tarde se tornou governador de Nova Gales do Sul na Austrália e recebeu a promoção a Almirante. Rawson também foi condecorado como membro de Primeira Classe da Ordem da Estrela Brilhante de Zanzibar em 8 de fevereiro de 1897 e da Ordem do Hamondieh em 18 de junho de 1898.
Talvez devido à eficácia demonstrada pela Marinha Real Britânica durante o bombardeio, não houve mais revoltas contra a influência britânica durante os 67 anos restantes do protetorado.

### Duração
A guerra é considerada a mais curta da história. Muitas durações diferentes são informadas por diversos autores, incluindo 38, 40 e 45 minutos, mas a duração de 38 minutos é a mais frequentemente citada. A variação é causada pela confusão do que de fato constitui o início e o término de uma guerra. Alguns autores entendem que a guerra teve início com a ordem de abrir fogo às 9h e outras com o horário em que começaram os tiros, às 9h 2min. O término da guerra é normalmente indicado como 9h 40min, quando os últimos tiros foram dados e a bandeira do palácio batida, porém certas fontes o indicam como 9h 45min. Os livros de registro dos navios britânicos também sofrem com estas indicações, com o St George indicando o pedido de cessar-fogo e a entrada de Khalid no consulado alemão às 9h 35min, Thrush às 9h 40min, Racoon às 9h 41min e Philomel e Sparrow às 9h 45min.